# 야마모토 고시
야마모토 고시(일본어: 山本 公士, 1942년 8월 6일 ~ )는 일본의 전 프로 야구 선수이다. 구마모토현 출신이며 현역 시절 포지션은 외야수였다.

## 인물
구마모토 공업고등학교 시절인 1960년 하계 고시엔 대회 구마모토현 예선에서 승리하여 나카큐슈 대회 준결승전에 진출했지만 다카다 고등학교의 가도오카 노부유키에게 막혀 고시엔 대회에는 진출하지 못했다. 졸업 후 미쓰비시 조선 나가사키에 입사하여 그 곳의 사회인 야구팀에서 활약했다.
1963년 한큐 브레이브스에 입단, 빠른 발과 좋은 타격을 가진 외야수로서 기대를 받았고 1966년에는 준주전 선수였지만 주로 중견수, 찬스 메이커로서 31경기에 선발 출장했다. 그 해에는 32개의 도루를 기록하여 퍼시픽 리그 도루왕을 차지했다. 하지만 이듬해 1967년에는 나가이케 도쿠지가 중견수 자리를 차지한 적도 있어서 출전 기회가 줄어들었고 같은 해 요미우리 자이언츠와의 일본 시리즈에서는 3경기에서 대주자, 수비 요원으로서 출전했다. 그 후에도 대기 외야수로서 기용됐지만 1970년을 끝으로 현역에서 은퇴했다.
은퇴 후에는 한큐에 남아 스카우트로 활동하여 규슈 지역을 담당했고 마쓰나가 히로미 등을 입단시켰다. 한신 타이거스에서 활약했던 야마모토 데쓰야는 친형에 해당된다.

## 상세 정보

### 출신 학교
- 구마모토 현립 구마모토 공업고등학교

### 선수 경력
- 미쓰비시 조선 나가사키
- 한큐 브레이브스(1963년 ~ 1970년)

### 수상·타이틀 경력
- 도루왕 : 1회(1966년)

### 등번호
- 71(1963년 ~ 1964년)
- 2(1965년 ~ 1970년)

### 연도별 타격 성적
| 연 도      | 소 속      | 경 기 | 타 석 | 타 수 | 득 점 | 안 타 | 2 루 타 | 3 루 타 | 홈 런 | 루 타 | 타 점 | 도 루 | 도 루 자 | 희 생 번 | 희 생 플 | 볼 넷 | 고 4 | 사 구 | 삼 진 | 병 살 타 | 타 율 | 출 루 율 | 장 타 율 | O P S |
| ---------- | ---------- | ----- | ----- | ----- | ----- | ----- | ------- | ------- | ----- | ----- | ----- | ----- | -------- | -------- | -------- | ----- | ---- | ----- | ----- | -------- | ----- | -------- | -------- | ----- |
| 1964년     | 한큐       | 106   | 54    | 49    | 13    | 15    | 2       | 0       | 0     | 17    | 4     | 14    | 3        | 3        | 0        | 1     | 0    | 1     | 11    | 1        | .306  | .333     | .347     | .680  |
| 1965년     | 한큐       | 94    | 70    | 65    | 23    | 10    | 2       | 0       | 0     | 12    | 2     | 10    | 6        | 3        | 0        | 1     | 0    | 1     | 14    | 2        | .154  | .179     | .185     | .364  |
| 1966년     | 한큐       | 106   | 158   | 140   | 32    | 36    | 6       | 1       | 1     | 47    | 10    | 32    | 11       | 8        | 0        | 7     | 0    | 3     | 28    | 2        | .257  | .307     | .336     | .642  |
| 1967년     | 한큐       | 93    | 25    | 21    | 12    | 3     | 0       | 0       | 0     | 3     | 0     | 16    | 7        | 2        | 0        | 2     | 0    | 0     | 6     | 0        | .143  | .217     | .143     | .360  |
| 1968년     | 한큐       | 99    | 36    | 29    | 12    | 4     | 1       | 0       | 0     | 5     | 1     | 12    | 7        | 1        | 0        | 6     | 0    | 0     | 5     | 0        | .138  | .286     | .172     | .458  |
| 1969년     | 한큐       | 89    | 17    | 16    | 16    | 0     | 0       | 0       | 0     | 0     | 0     | 13    | 3        | 0        | 0        | 1     | 0    | 0     | 4     | 1        | .000  | .059     | .000     | .059  |
| 1970년     | 한큐       | 58    | 6     | 5     | 8     | 1     | 0       | 0       | 0     | 1     | 0     | 6     | 4        | 0        | 0        | 1     | 0    | 0     | 0     | 0        | .200  | .333     | .200     | .533  |
| 통산 : 7년 | 통산 : 7년 | 645   | 366   | 325   | 116   | 69    | 11      | 1       | 1     | 85    | 17    | 103   | 41       | 17       | 0        | 19    | 0    | 5     | 68    | 6        | .212  | .266     | .262     | .528  |

- 굵은 글씨는 시즌 최고 성적.